# Марек Сітнік
Марек Сітнік (пол. Marek Sitnik; нар. 20 квітня 1975, Ольштин, Вармінсько-Мазурське воєводство) — польський борець греко-римського стилю, дворазовий чемпіон світу серед військовослужбовців, дворазовий срібний призер чемпіонатів світу серед студентів, учасник двох Олімпійських ігор.

## Життєпис
Боротьбою почав займатися з 1986 року. У 1991 році став бронзовим призером чемпіонату світу серед кадетів. У 1993 році здобув срібну медаль чемпіонату Європи серед юніорів. Наступного року такого ж результату досяг на чемпіонату Європи серед молоді. 2-разовий чемпіон Польщі (1997, 2001).
Виступав за спортивний клуб «ВКС Сланськ» Вроцлав. Тренер — Єжи Адамек (з 1993).
Випускник Вроцлавського економічного університету (1999).

## Спортивні результати на міжнародних змаганнях

### Виступи на Олімпіадах
| Змагання                    | Збірна | Вагова категорія                  | Місце |
| --------------------------- | ------ | --------------------------------- | ----- |
| Літні Олімпійські ігри 2000 | Польща | греко-римська боротьба, до 130 кг | 17    |
| Літні Олімпійські ігри 2004 | Польща | греко-римська боротьба, до 96 кг  | 10    |

### Виступи на Чемпіонатах світу
| Змагання                        | Збірна | Вагова категорія                 | Місце |
| ------------------------------- | ------ | -------------------------------- | ----- |
| Чемпіонат світу з боротьби 2001 | Польща | греко-римська боротьба, до 97 кг | 7     |
| Чемпіонат світу з боротьби 2002 | Польща | греко-римська боротьба, до 96 кг | 18    |
| Чемпіонат світу з боротьби 2003 | Польща | греко-римська боротьба, до 96 кг | 11    |
| Чемпіонат світу з боротьби 2005 | Польща | греко-римська боротьба, до 96 кг | 11    |

### Виступи на Чемпіонатах Європи
| Змагання                         | Збірна | Вагова категорія                  | Місце |
| -------------------------------- | ------ | --------------------------------- | ----- |
| Чемпіонат Європи з боротьби 1997 | Польща | греко-римська боротьба, до 97 кг  | 10    |
| Чемпіонат Європи з боротьби 2000 | Польща | греко-римська боротьба, до 130 кг | 12    |
| Чемпіонат Європи з боротьби 2001 | Польща | греко-римська боротьба, до 97 кг  | 6     |
| Чемпіонат Європи з боротьби 2002 | Польща | греко-римська боротьба, до 96 кг  | 5     |
| Чемпіонат Європи з боротьби 2003 | Польща | греко-римська боротьба, до 96 кг  | 11    |
| Чемпіонат Європи з боротьби 2004 | Польща | греко-римська боротьба, до 96 кг  | 9     |
| Чемпіонат Європи з боротьби 2005 | Польща | греко-римська боротьба, до 96 кг  | 5     |

### Виступи на Чемпіонатах світу серед військовослужбовців
| Змагання                                                  | Збірна | Вагова категорія                 | Місце  |
| --------------------------------------------------------- | ------ | -------------------------------- | ------ |
| Чемпіонат світу з боротьби серед військовослужбовців 2002 | Польща | греко-римська боротьба, до 96 кг | Золото |
| Чемпіонат світу з боротьби серед військовослужбовців 2003 | Польща | греко-римська боротьба, до 96 кг | 6      |
| Чемпіонат світу з боротьби серед військовослужбовців 2005 | Польща | греко-римська боротьба, до 96 кг | Золото |

### Виступи на Чемпіонатах світу серед студентів
| Змагання                                        | Збірна | Вагова категорія                 | Місце  |
| ----------------------------------------------- | ------ | -------------------------------- | ------ |
| Чемпіонат світу з боротьби серед студентів 1998 | Польща | греко-римська боротьба, до 97 кг | Срібло |
| Чемпіонат світу з боротьби серед студентів 2000 | Польща | греко-римська боротьба, до 97 кг | Срібло |

### Виступи на Іграх Балтійського моря
| Змагання                    | Збірна | Вагова категорія                 | Місце |
| --------------------------- | ------ | -------------------------------- | ----- |
| Ігри Балтійського моря 1997 | Польща | греко-римська боротьба, до 97 кг | 4     |

### Виступи на інших змаганнях
| Змагання                                                             | Збірна | Вагова категорія                  | Місце  |
| -------------------------------------------------------------------- | ------ | --------------------------------- | ------ |
| Тестовий турнір FILA 1998                                            | Польща | греко-римська боротьба, до 97 кг  | Срібло |
| Тестовий турнір FILA 1998                                            | Польща | греко-римська боротьба, до 97 кг  | 5      |
| Олімпійський кваліфікаційний турнір з боротьби 2000 (Фаенца)         | Польща | греко-римська боротьба, до 130 кг | 4      |
| Олімпійський кваліфікаційний турнір з боротьби 2000 (Клермон-Ферран) | Польща | греко-римська боротьба, до 130 кг | 16     |
| Олімпійський кваліфікаційний турнір з боротьби 2000 (Ташкент)        | Польща | греко-римська боротьба, до 130 кг | 4      |
| Олімпійський кваліфікаційний турнір з боротьби 2000 (Колорадо)       | Польща | греко-римська боротьба, до 130 кг | Золото |

### Виступи на змаганнях молодших вікових груп
| Змагання                                       | Збірна | Вагова категорія                 | Місце  |
| ---------------------------------------------- | ------ | -------------------------------- | ------ |
| Чемпіонат світу з боротьби серед кадетів 1991  | Польща | греко-римська боротьба, до 83 кг | Бронза |
| Чемпіонат світу з боротьби серед юніорів 1991  | Польща | греко-римська боротьба, до 88 кг | 9      |
| Чемпіонат світу з боротьби серед юніорів 1992  | Польща | греко-римська боротьба, до 88 кг | 7      |
| Чемпіонат Європи з боротьби серед юніорів 1993 | Польща | греко-римська боротьба, до 88 кг | Срібло |
| Чемпіонат Європи з боротьби серед молоді 1994  | Польща | греко-римська боротьба, до 90 кг | Срібло |
| Чемпіонат світу з боротьби серед молоді 1995   | Польща | греко-римська боротьба, до 90 кг | 5      |